# Carlo Caroli
Carlo Caroli (Napoli, 8 marzo 1920 – Anzio, 15 maggio 2008) è stato un pittore italiano.

## Biografia
Nel 1933 si trasferisce con la sua famiglia a Roma dove incontra il conterraneo Stradone e quell'espressionismo della Scuola romana di Scipione e Mafai che resterà come una matrice riconoscibile della sua pittura.
Nel 1948 espone alla V Quadriennale di Roma e vi ritorna poi nel 1965 alla IX Quadriennale Nazionale d'Arte di Roma.
Nel 1956 partecipa ,su invito, alla XXVIII Biennale di Venezia.
Ercole Maselli, Fortunato Bellonzi e Virgilio Guzzi sono i primi a notare quella pittura materica fatta di decisi contrasti cromatici che nella trama impetuosa del segno pittorico cattura il senso di persone e cose, pescatori e fiorai, periferie e porti, nella loro luce.
Nel 1953 vince il premio Marzotto con l'opera "Periferie" (coll.Marzotto). Nel 1956 Attilio Bertolucci su La Fiera Letteraria definisce quella di Caroli "autentica poesia pittorica". Esperienza importante è il viaggio in Spagna da cui torna con una pittura meno vivace e ridotta quasi al monocromo. 
Mostre personali:1950 Galleria del Secolo-!953 Chiurazzi Roma- !954 La Cassapanca Roma- !957 Alibert Roma- 1959 S.Fedele Milano- Rotapfel Zurigo- !960 e '67 Russo Roma-!962 e '64 La Barcaccia- 1968 Cairola Milano- 1972 Anthea Roma- 1990 Lodigiani Roma- 1991 Galleria Arte Moderna soprintendenza Aquila.
Monografie su Caroli: 1960 Marcello Venturoli - 1965 Virgilio Guzzi - 1971 Cesare Zavattini- 
1991 Soprintendenza Aquila -1996 Cesare Vivaldi
Docente di pittura all'Accademia di Belle Arti di Roma, ha opere esposte alla Galleria nazionale d'arte moderna di Roma , ai Musei Vaticani, alla Galleria d'arte moderna dell'Aquila.